# Пензенская агломерация
Пе́нзенская агломера́ция — моноцентрическая городская агломерация в Пензенской области России с центром в Пензе, в зоне тридцатиминутной транспортной доступности от которой сложилась устойчивая маятниковая миграция с трудовыми, культурно-бытовыми и рекреационными целями, а также имеется непрерывная застройка.

## Состав
В состав Пензенской агломерации входят: помимо собственно городского округа Пензы, также ЗАТО Заречный, Бессоновский район и 3 сельских поселения Пензенского района (Богословский, Засечный и Мичуринский сельсоветы) общей площадью 2009,15 км².
| МО                     | Площадь, км² | Население, чел. | Плотность, чел./км² |
| ---------------------- | ------------ | --------------- | ------------------- |
| Пенза                  | 304,56       | 488 299         | 1603,29             |
| Заречный               | 27,61        | 58 753          | 2127,96             |
| Бессоновский район     | 1219,59      | 44 901          | 36,82               |
| Богословский сельсовет | 177,55       | 5867            | 33,04               |
| Засечный сельсовет     | 199,24       | 30 589          | 153,53              |
| Мичуринский сельсовет  | 80,6         | 3140            | 38,96               |
| Итого                  | 2009,15      | 631 549         | 314,34              |

## История
15 мая 2019 года была утверждена «Стратегия социально-экономического развития Пензенской области на период до 2035 года», согласно которой в состав агломерации вошли территории 5 муниципальных образований региона: помимо собственно городского округа Пензы, в неё были включены прилегающие земли Бессоновского и Пензенского муниципальных районов, ЗАТО Заречный, а также тяготеющего к ним Мокшанского района.
21 апреля 2023 года в «Стратегию» были внесены изменения, в соответствии с которыми входящими в агломерацию от Пензенского района были определены только 3 отдельных муниципальных образования нижнего уровня (Богословский, Засечный и Мичуринский сельсоветы), а также было убрано упоминание Мокшанского района.

## Население
По результатам переписи 2020—2021 годов численность населения Пензенской агломерации в полных границах 5 относившихся к ней на тот момент муниципальных образований верхнего уровня (город Пенза, ЗАТО Заречный, а также Бессоновский, Мокшанский и Пензенский муниципальные районы) составляла порядка 695,5 тыс. человек. По оценке Росстата на 1 января 2024 года население агломерации в актуальных границах от 21 апреля 2023 года составляло 631 549 жителей.